# Kryštofovo Údolí
Kryštofovo Údolí é uma comuna checa localizada na região de Liberec, distrito de Liberec‎.